# Laurasiatheria
Os Laurasiatérios (Laurasiatheria Waddell et al., 1999) é uma superordem de mamíferos. Junto com os Euarchontoglires forma um supergrupo maior chamado de Boreoeutheria. As relações intraordinais entre os grupos que compõem os Laurasiatheria ainda não estão bem estabelecidas. Diferentes estudos apontam diferentes clados, boa parte deles não confirmada em outros trabalhos. Como o nome indica, acredita-se que os Laurasiatheria originaram-se no supercontinente de Laurásia, formado pela junção da Europa, América do Norte e Ásia nuclear (Angara).

## Filogenia
Esta é a filogenia de acordo com estudos genéticos recentes:
|  | Pholidota |
|  |           |
|  | Carnivora |
|  |           |

|  | Perissodactyla                 |
|  |                                |
|  | Cetartiodactyla (Artiodactyla) |
|  |                                |

|  | Pholidota |
|  |           |
|  | Carnivora |
|  |           |

|  | Perissodactyla                 |
|  |                                |
|  | Cetartiodactyla (Artiodactyla) |
|  |                                |

|  | Pholidota |
|  |           |
|  | Carnivora |
|  |           |

|  | Perissodactyla                 |
|  |                                |
|  | Cetartiodactyla (Artiodactyla) |
|  |                                |

|  | Pholidota |
|  |           |
|  | Carnivora |
|  |           |

|  | Perissodactyla                 |
|  |                                |
|  | Cetartiodactyla (Artiodactyla) |
|  |                                |

|  | Pholidota |
|  |           |
|  | Carnivora |
|  |           |

|  | Perissodactyla                 |
|  |                                |
|  | Cetartiodactyla (Artiodactyla) |
|  |                                |

|  | Pholidota |
|  |           |
|  | Carnivora |
|  |           |

|  | Perissodactyla                 |
|  |                                |
|  | Cetartiodactyla (Artiodactyla) |
|  |                                |

|  | Pholidota |
|  |           |
|  | Carnivora |
|  |           |

|  | Perissodactyla                 |
|  |                                |
|  | Cetartiodactyla (Artiodactyla) |
|  |                                |

|  | Pholidota |
|  |           |
|  | Carnivora |
|  |           |

|  | Perissodactyla                 |
|  |                                |
|  | Cetartiodactyla (Artiodactyla) |
|  |                                |

## Classificação
- Ordem Eulipotyphla
- Clado Scrotifera
  - Ordem Chiroptera
  - Clado Fereungulata
    - Clado Ferae
      - Ordem Carnivora
      - Ordem Pholidota
      - Ordem Cimolesta†
      - Ordem Creodonta†

    - Clado Eungulata
      - Subclado Paraxonia
        - Ordem Artiodactyla/Cetartiodactyla
        - Ordem Mesonychia†

      - Subclado Mesaxonia
        - Ordem Perissodactyla
        - Ordem Dinocerata†
        - Clado Meridiungulata†
          - Ordem Xenungulata†
          - Ordem Astrapotheria†
          - Ordem Notoungulata†
          - Ordem Litopterna†
          - Ordem Pyrotheria†